# Damian Davey
Damian Davey (* 30. September 1964 als Damian Baker in Manchester, England; † 12. Februar 2017) war ein britischer Schauspieler und Sänger, der vor allem unter seinem Künstlernamen Damian bekannt wurde.

## Biografie
Damian Davey war in den 1980er Jahren Ensemblemitglied bei der Aufführung des Musicals The Rocky Horror Show in London. Besonders seine Darbietung des Songs The Time Warp stieß bei den Zuschauern auf große Begeisterung. Dies brachte ihn dazu, das Lied 1986 als Single zu veröffentlichen. Die 1987 erschienene Single The Time Warp II platzierte sich in den britischen Singlecharts auf Platz 51. Eine Wiederveröffentlichung im folgenden Jahr landete auf Rang 64. Erst mit einer Remixversion stellte sich 1989 der gewünschte Erfolg ein: The Time Warp hielt sich drei Wochen in den Top Ten und stieg bis auf Platz 7. Die Nachfolgesingle Wig Wam Bam, ein Sweet-Cover, belegte Platz 49 in den britischen Charts. Danach kehrte Damian Davey wieder zur Schauspielerei zurück.
Davey verstarb am 12. Februar 2017 nach dreijähriger Krankheit an Krebs.

## Diskografie
Singles
- 1986: The Time Warp / Dancin
- 1987: I’m a Man / Sounds so fine
- 1987: The Time Warp II / Fight for what you belive
- 1989: Wig Wam Bam / Putting It All Behind Me
- 1992: Supernature
- 2007: Video Killed the Radio Star 2007 (Klubkidz feat. Damian)
- 2014: Summer Time (TopCat feat Damian und Fly Nai)